# Robert Biedroń
Robert Biedroń (Rymanów, junto a Krosno, Polonia 13 de abril de 1976) es un político y activista LGBT polaco. Fue alcalde de Słupsk entre 2014 y 2018, y desde 2019 es un miembro del Parlamento Europeo.

## Biografía
Biedroń se crio en Krosno y completó su educación secundaria en Ustrzyki Dolne. Se licenció en ciencias políticas por la Universidad de Varmia y Masuria en 2000, y obtuvo la maestría en la misma disciplina en 2003. También se graduó en la Escuela de Líderes Políticos y en la Escuela de Derechos Humanos de la Fundación de Helsinki para los Derechos Humanos.
Además de polaco, Biedroń habla inglés, francés, ruso, italiano y esperanto.

### Activismo
Biedroń ha cooperado durante muchos años con organizaciones LGBT polacas e internacionales, por lo que ha sido reconocido en numerosas ocasiones.
Tras completar sus estudios, viajó a Londres y se unión a la ONG británica OutRage!. El 1 de mayo de 2001, participó en la primera marcha del orgullo LGBT de Polonia. En septiembre de 2001, cofundó la organización polaca Campaña contra la Homofobia (Kampania Przeciw Homofobii, KPN), que presidió durante cerca de siete años y medio. En febrero de 2009, anunció su dimisión de la presidencia, aunque permaneció como miembro de la junta directiva.
Biedroń fundó el laboratorio de ideas progresista Instituto del Pensamiento Democrático (Instytut Myśli Demokratycznej) y construyó la Red de Ciudades Progresistas, una plataforma de cooperación e intercambio de buenas prácticas entre ciudades que trata de fomentar políticas progresistas locales basadas en la democracia participativa, la transparencia y una comunidad local abierta.

### Trayectoria política

#### Primeros años (2005-2011)
En 2005, fue candidato por la Alianza de la Izquierda Democrática al Sejm, la cámara baja del Parlamento polaco, aunque no fue elegido.

#### Miembro delSejm(2011-2014)
En las elecciones parlamentarias de 2011, Biedroń fue elegido para el Sejm como candidato del Movimiento Palikot, al obtener 16 919 votos en la circunscripción de Gdynia. Fue el primer candidato abiertamente gay del Sejm, aunque desde su elección fue víctima de agresiones físicas homófobas en varias ocasiones.
Durante su mandato como miembro del Sejm, Biedroń ejerció como vicepresidente del Comité de Asuntos Legales y Derechos Humanos y miembro del Comité de Asuntos Exteriores. Además de su labor en el Parlamento, Biedroń formó parte de la delegación polaca de la Asamblea Parlamentaria del Consejo de Europa entre 2012 y 2015.

#### Alcalde de Słupsk (2014–2018)
Biedroń se presentó en 2014 a las elecciones para la alcaldía de Słupsk, una ciudad de unos 95 000 habitantes situada en el voivodato de Pomerania. Obtuvo el 57% de los votos en segunda ronda y se convirtió en el primer alcalde abiertamente gay de la historia de Polonia.
Al asumir el cargo, emprendió una política de austeridad, dado que la ciudad acumulaba una deuda de 300 millones de zlotys. Decidió, por ejemplo, renunciar a su coche oficial, solicitó al Ayuntamiento que le bajase el sueldo y cerró varios organismos locales. Para el año 2017, la deuda total de Słupsk había bajado a 232 millones de zlotys.
Asimismo, llevó a cabo una política ecologista e igualitaria con algunos elementos de democracia participativa. Se termomodernizaron los edificios públicos de la ciudad, y se colocó un sofá rojo en áreas públicas para que Biedroń hablara directamente con los ciudadanos. Biedroń también creó algunos órganos consultivos, como el Consejo de Desarrollo Sostenible, el Consejo de Mujeres y el Consejo de Mayores. Se negó a acoger en la ciudad un circo con animales salvajes y creó un nuevo refugio para animales.
Como alcalde, Biedroń formó parte del Congreso de Autoridades Locales y Regionales del Consejo de Europa entre 2015 y 2018. Asimismo, fue miembro del Grupo Asesor sobre Género, Desplazamiento Forzado y Protección del Alto Comisionado de las Naciones Unidas para los Refugiados (ACNUR).
Biedroń no se volvió a presentar a la alcaldía en las elecciones de 2018, pero apoyó a su vicealcaldesa Krystyna Danilecka-Wojewódzka.

#### Liderazgo de Primavera (2019-presente)
El 4 de septiembre de 2018, Biedroń lanzó lo que denominó un movimiento político «prodemocrático» con el objetivo de desafiar al partido gobernante Ley y Justicia. Después, lanzó las «Tormentas de ideas con Biedroń», una serie de debates públicos sobre el futuro de Polonia, dirigidos por él. Las sucesivas «tormentas de ideas» congregaron a cientos, a veces miles, de personas.
En febrero de 2019, fundó el partido político Primavera (Wiosna), con el que pretendía construir una alternativa al duopolio político formado por el partido conservador Ley y Justicia y el liberal Plataforma Cívica. En las elecciones europeas del 26 de mayo de 2019, Primavera obtuvo el 6,1% de los votos y Robert Biedroń fue elegido europarlamentario en la lista de su partido.
Antes de las elecciones parlamentarias de octubre de 2019, cofundó La Izquierda (Lewica), una coalición formada por la Alianza de la Izquierda Democrática (SLD), Primavera e Izquierda Unida (Lewica Razem). Es uno de los tres líderes de La Izquierda. En enero de 2020, Biedroń fue postulado por esta coalición como su candidato para las elecciones presidenciales de 2020.

#### Europarlamentario (2019–presente)
Como europarlamentario, pertenece a la Alianza Progresista de Socialistas y Demócratas (S&D). Ha formado parte de la Comisión de Presupuestos (BUDG) y la Comisión de Derechos de la Mujer e Igualdad de Género (FEMM), y desde 2022 preside esta última. También preside la delegación de relaciones con Bielorrusia. y es miembro de la delegación de relaciones con Canadá.
En junio de 2023, Biedroń fue galardonado con el Premio de la Diversidad, Inclusión e Impacto Social de la gala anual de Premios a los Europarlamentarios de The Parliament Magazine.

#### Elecciones presidenciales de 2020
En enero de 2020, su candidatura recibió el apoyo de la Alianza de la Izquierda Democrática, Izquierda Unida y Primavera, que lo presentaron conjuntamente para las elecciones presidenciales del mismo año. También recibió el apoyo del Partido Socialista Polaco.

### Vida personal
El compañero de vida de Biedroń es Krzysztof Śmiszek, miembro del Sejm, doctor en Derecho, activista de Campaña contra la Homofobia y presidente de la junta directiva de la Sociedad Polaca de Derecho Antidiscriminación.
Biedroń es ateo.

## Libros
- Włącz Demokrację («Enciende la democracia»), una guía para niños sobre el funcionamiento de la democracia;
- Pod prąd («Contra corriente»), su autobiografía;
- Nowy rozdział («Nuevo capítulo»), sus reflexiones políticas.

## Premios
- Laurel arco iris (2000)[20]
- Título de 'El hombre del arco iris' (2004)[21]
- Distinción en el ranking de los 10 mejores parlamentarios del semanario Polityka realizado entre periodistas parlamentarios polacos por diligencia, cultura y contribución al trabajo de la Comisión de Justicia (2014)[22]
- Premio Anna Laszuk de Radio Tok FM (2015)[23]
- Premio a la diversidad del Congreso de las Mujeres (2016)[24]
- 8.º puesto en el ranking de mejores alcaldes de ciudades de Newsweek (2016)[25]
- Orden Nacional del Mérito de Francia (2016)[26]
- 13.º puesto en el ranking de los mejores alcaldes de ciudad de Newsweek (2017)[27]
- Premio especial de la Corona de la Igualdad otorgado por Campaña contra la Homofobia (2021)[28]
- Premio Especial de los Alan Turing LGBTIQ+ Awards otorgado por el festival Culture Business Pride por luchar por las personas LGBTIQ+, sus derechos y su visibilidad (2022)[29]
- The Parliament MEP Award en la categoría de Diversidad, Inclusión e Impacto Social por la contribución y los logros en la promoción de la diversidad y la inclusión en toda Europa (2023)[30]